# Samir Javadzadeh

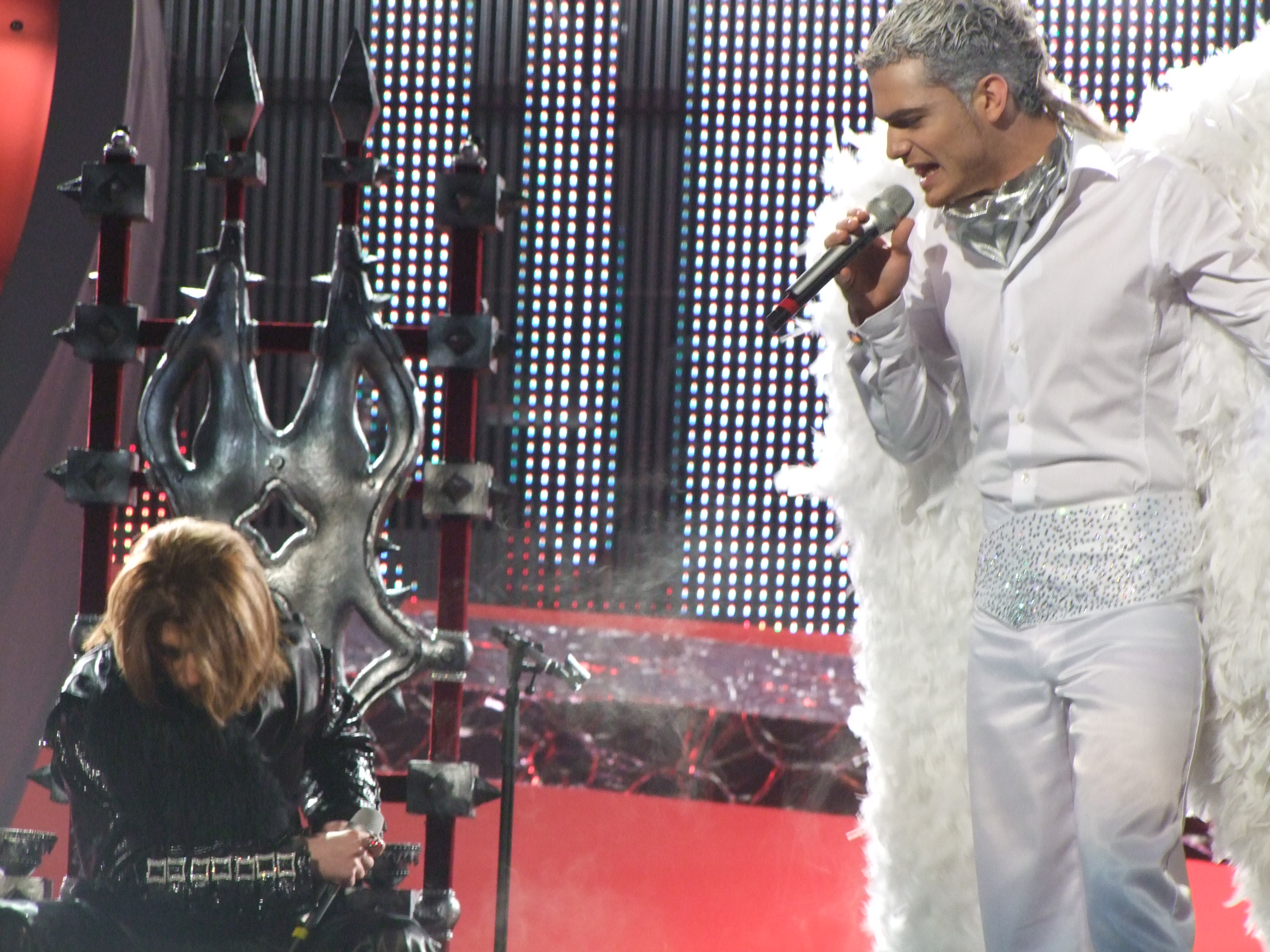
Samir Javadzadeh och Elnur Huseynov under framträdandet vid Eurovisionsschlagerfestivalen 2008.

Samir Javadzadeh, född 16 april 1980 i Baku, är en azerisk sångare.
Samir representerade tillsammans med Elnur Hüseynov Azerbajdzjan i Eurovision Song Contest 2008 med låten Day after day.